# Северный полюс-2015

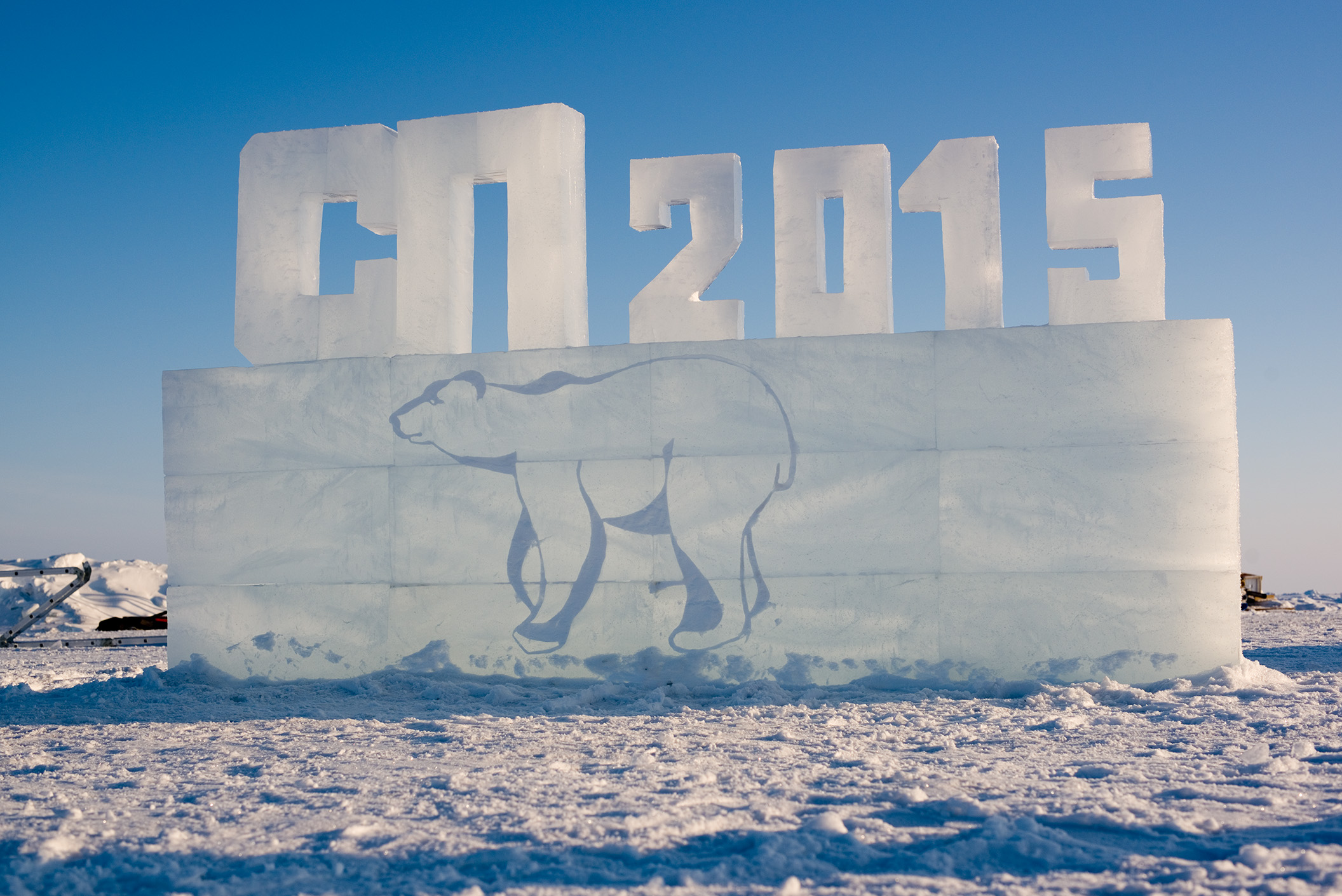

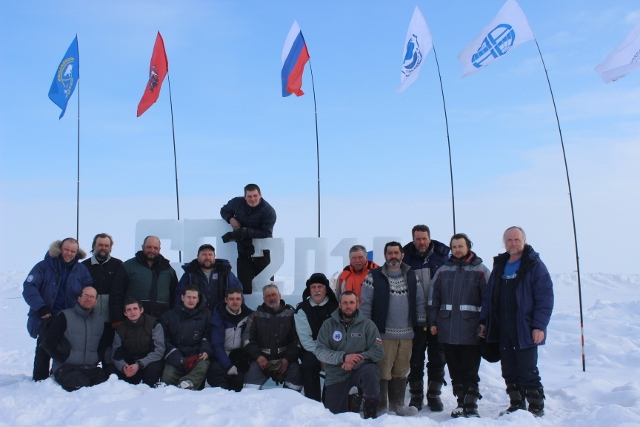
Личный состав станции

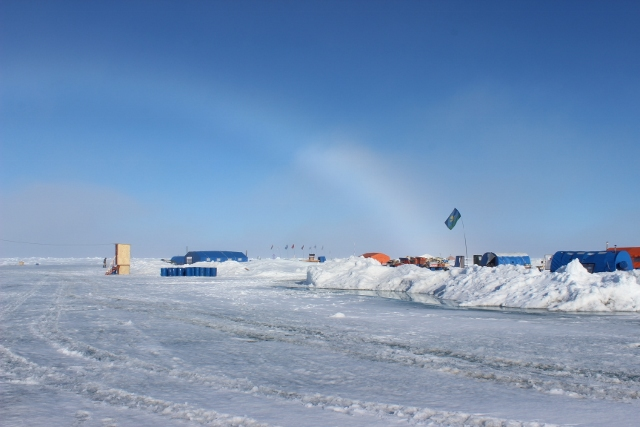

Северный полюс-2015 — российская научная дрейфующая станция, которая была открыта 18 апреля 2015 года в точке с географическими координатами 89° 35’557’’ с. ш. и 61°20’020’’ з. д. За 114 суток работы станция продрейфовала 736 км, а в генеральном направлении на Юг продвижение составило 420 км.
В открытии участвовали: зам. председателя правительства России Рогозин Д. О., министр природных ресурсов и экологии РФ Донской С.Е, министр экономического развития РФ Улюкаев А. В., вице-президент РГО Чилингаров А. Н. Станция «СП-2015» организована НО «Полярный Фонд». Оборудование и личный состав доставлялись самолётом Ан-74 на ледовую взлетно-посадочную полосу. С 1937 года это второе развертывание дрейфующей станции вблизи географической точки Северного полюса.
Станция завершила работу 9 августа 2015 года и благополучно эвакуирована 11 августа 2015 года в координатах 86°15’ с. ш. и 7°51’ з. д. В эвакуации принимал участие ледокол «Капитан Драницын» РосМорРечФлота России, который доставил ученых и грузы в порт г. Мурманск 16 августа 2015 года.

## Личный состав станции
В составе экспедиции работало 17 специалистов:
1. Мамадалиев Дмитрий Аркадьевич — начальник станции
2. Фильчук Кирилл Валерьевич — зам. начальника станции по научной работе
3. Колмогоров Валерий Петрович — врач станции
4. Рыжов Иван Владимирович — специалист-океанолог
5. Бакланов Алексей Викторович — специалист-океанолог
6. Власов Владимир Федорович — ведущий специалист-метеоролог
7. Грубый Андрей Сергеевич — специалист-метеоролог
8. Шейкин Игорь Борисович — ведущий специалист-ледоисследователь
9. Шиманчук Евгений Витальевич — специалист-ледоисследователь
10. Ивашкевич Александр Брониславович — специалист-аэролог
11. Тышкевич Владимир Евгеньевич — ведущий специалист-биолог РБ
12. Коростелюк Дмитрий Витальевич — старший механик
13. Ермаков Кирилл Сергеевич — энергетик
14. Павлов Виктор Алексеевич — тракторист-механик
15. Акименко Анатолий Андреевич — повар
16. Гангнус Иван Александрович — специалист-гидрохимик
17. Жаден Олег Юрьевич — специалист-геофизик